# 인당
인당(印璫, ? ~ 1356년 8월 26일(음력 7월 30일))은 고려의 무신, 장군, 정치인이다. 본관은 교동(喬桐)이다. 첨의평리(僉議評理), 서북면병마사(西北面兵馬使), 참지정사(參知政事)를 역임하였다.

## 생애
서해도 해주에서 출생하였고 지난날 한때 양광도 교동에서 잠시 유아기를 보낸 적이 있는 그는 1335년 음서로써 천거되어 그 후 1343년(고려 충혜왕 복위 4년) 충혜왕이 원나라에 잡혀갈 때 前 대언(代言) 인당(印璫)이 왕의 폐신(嬖臣)인 임신(林信)ㆍ박양연(朴良衍)ㆍ임이도(林以道)ㆍ남궁신(南宮信)ㆍ최안의(崔安義)ㆍ김첨수(金添壽)ㆍ민환(閔渙)ㆍ왕석(王碩)ㆍ승신(承信) 등 9명을 함거(檻車)에 싣고 원나라로 갔다.
1345년(충목왕 1년) 여름 4월에 밀직사(密直使)에 임명되었다.
1351년(충정왕 3년) 전 만호 인당(印璫)은 전 밀직(密直) 이권(李權)과 함께 서강(西江 : 예성강)에서 군사를 주둔하여 방비하고 바다로 나가 왜적을 잡았다.
1352년(공민왕 1년)에는 포왜사(捕倭使)로서 왜구와의 결전을 회피하여 투옥되었다.
1354년 전라도만호로서 왜구를 격파하였으며, 이해 석성부원군(碩城府院君)에 봉해져 원나라의 요구로 장사성(張士誠) 토벌군에 파견되었다가 이듬해 귀국하였다.
1356년 5월에 첨의평리(僉議評理)가 되고, 이어 서북면병마사(西北面兵馬使)가 되어 동지밀직사사(同知密直司事) 강중경(姜仲卿) 등과 함께 압록강 서쪽 8참(站)을 공략하였다. 인당이 먼저 교외로 출발하였는데, 강중경이 술에 취해 뒤늦게 도착하여 술주정을 부리고 인당이 말려도 듣지 않았다. 전정(餞亭)에 이르러도 그러하였다. 인당이 신순(辛珣)에게 눈짓하여 칼을 뽑아 베고는, 왕에게 보고하기를, “중경이 두 마음을 품었기에 군법에 따라 처단하였습니다." 하였다. 국가에서는 그 까닭을 알지 못하니 물의가 분분하였다.
6월 인당(印璫)은 군사를 이끌고 압록강에 이르러 파사부(婆娑府) 등의 3참(站)을 격파하였고, 7월 관제회복으로 참지정사(參知政事)가 되었다.
원제(元帝)가 고려의 국경 침입을 구실 삼아 80만 대군으로 문책하겠다고 위협해오자, 이에 당황한 왕에 의하여 서북면 병마사 인당(印璫)이 죄를 뒤집어쓰고 목이 베어졌다.
묘는 개성 북산 효청동에 있다.

## 가족 관계
- 조부 : 인공수(印公秀)
- 조모 : 광산 김씨 판삼사 김지숙의 딸
  - 부친 : 인주(印做)
  - 모친 : 청주 이씨
    - 아들 : 인안(印安)
    - 아들 : 인해(印海)
      - 손자 : 인원보(印原寶, ? ~ 1388년)

## 인당이 등장한 작품
- 《개국》 (KBS, 1983년) 배우:김봉근
- 《신돈》(MBC, 2005년 ~ 2006년) 배우: 이종구